# عدد ترانزیستور

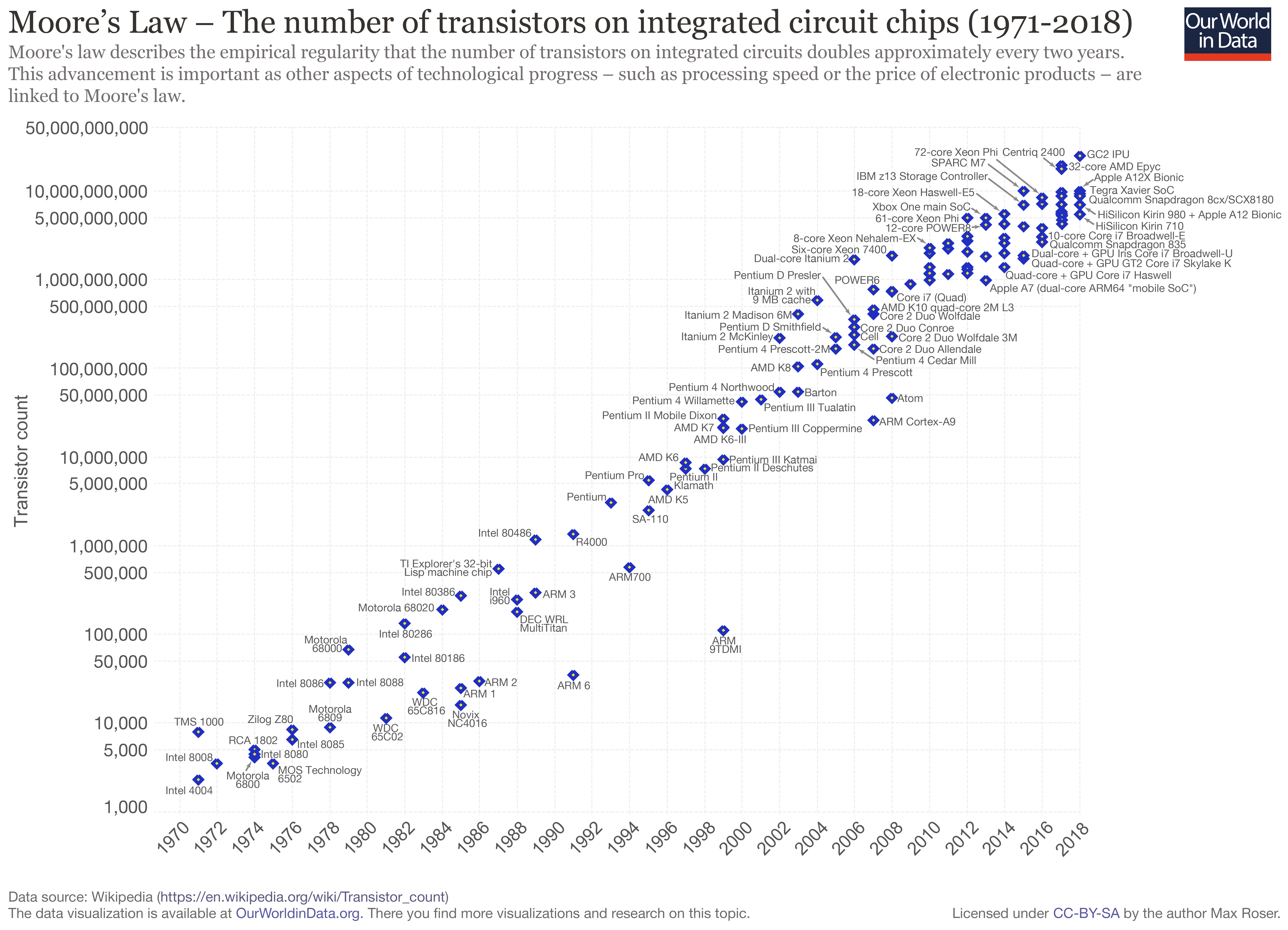
رسم شمارش ترانزیستور ماس برای ریزپردازنده‌ها برحسب تاریخ ابداع. طبق قانون مور، منحنی‌ها هر دو سال دو برابر می‌شوند

عدد ترانزیستور (به انگلیسی: Transistor count)، تعداد ترانزیستورهای موجود در مدار یکپارچه (IC) است. این به‌طور معمول به تعداد ماسفت (ترانزیستورهای اثر میدانی فلز-اکسید-نیم‌رسانا، یا ترانزیستور ماس) در یک تراشه آی‌سی اشاره دارد، زیرا تمام آی‌سی‌های مدرن از ماسفت استفاده می‌کنند. این رایج‌ترین اندازه‌گیری پیچیدگی آی‌سی است (اگرچه بیشتر ترانزیستورها در میکروپروسسورهای مدرن در حافظه نهان قرار دارند که بیشتر آن‌ها از همان مدارهای سلول حافظه است که بارها تکرار شده‌اند). نرخ رشد تعداد ترانزیستور ماس به‌طور کلی مطابق قانون مور است، که مشاهده کرد که تعداد ترانزیستور تقریباً هر دو سال دو برابر می‌شود.
از سال ۲۰۱۹، بیشترین تعداد ترانزیستور در یک ریزپردازنده در دسترس تجاری ۳۹٫۵۴ میلیارد ماسفت است، در زِن ۲ ای‌ام‌دی مبتنی‌بر اپسی رام، که یک مدار یکپارچه 3D (با هشت دای در یک بسته واحد) ساخته شده با استفاده از فرایند تولید نیم‌رسانا ۷ نانومتری فین‌فت تی‌اس‌ام‌سی است. از سال ۲۰۲۰، بالاترین تعداد ترانزیستور در یک واحد پردازش گرافیکی (جی‌پی‌یو) GA100 Ampere Nvidia بالغ بر ۵۴ میلیارد ماسفت است که با استفاده از فرایند ۷ نانومتری تی‌اس‌ام‌سی تولید می‌شود. از سال ۲۰۱۹، بالاترین تعداد ترانزیستور در هر تراشه IC حافظه فلش V-نَند سامسونگ دارای ۲ تریلیون ماسفت با گیت شناور (۴ بیت در هر ترانزیستور) است. از سال ۲۰۱۹، بالاترین تعداد ترانزیستور در تراشه غیر-حافظه، یک موتور یادگیری عمیق به نام موتور مقیاس ویفر توسط سیریبرس که از یک طراحی ویژه برای مسیریابی در اطراف هر هسته غیر-تابعی در قطعه است، استفاده می‌کند. دارای ۱٫۲ تریلیون ماسفت است که با استفاده از فرایند فین‌فت ۱۶ نانومتری تی‌اس‌ام‌سی تولید می‌شود.
از نظر سیستم‌های رایانهای که از مدارهای مجتمع متعددی تشکیل شده‌اند، ابر رایانه با بیشترین تعداد ترانزیستور تا تاریخ ۲۰۱۶ در ابر رایانه سانوی تاوهولایت (ردخورشید باریکه‌نور) با طراحی چینی است که برای کلیه سی‌پی‌یو/ گره‌ها (۱ تریلیون برای ۱۰ میلیون هسته و برای رَم {\displaystyle 10^{15}} برای ۱٫۳ میلیون گیگابایت) ترکیب شده‌است «حدود ۴۰۰ تریلیون ترانزیستور در بخش پردازش سخت‌افزار» و «دی‌رَم شامل حدود ۱۲ کوادریلیون ترانزیستور است، و این تقریباً ۹۷ درصد از کل ترانزیستورها است.» برای مقایسه، کوچکترین رایانه، تا تاریخ ۲۰۱۸ کوتاه‌شده به اندازه یک دانه برنج، دارای مرتبهٔ ۱۰۰٬۰۰۰ ترانزیستور است، و این یکی کاملاً قابل‌برنامه‌ریزی، با کمترین ترانزیستور تاکنون ۱۳۰ ترانزیستور یا کمتر دارد.
از نظر تعداد کل ترانزیستورهای موجود، تخمین‌زده می‌شود که در کل ۱۳ سکستیلیون (۱٫۳×۱۰۲۲) ماسفت در سراسر جهان بین سال‌های ۱۹۶۰ و ۲۰۱۸ تولید شده، بررسی برای حداقل ۹۹٫۹٪ از کل ترانزیستورها. این باعث می‌شود ماسفت به بیشترین قطعه به‌طور گسترده تولیدشده در تاریخ تبدیل شود.